# Associazione Calcio Treviso 1980-1981
Questa voce raccoglie le informazioni riguardanti l'Associazione Calcio Treviso nelle competizioni ufficiali della stagione 1980-1981.

## Stagione
Il Treviso ha concluso il campionato di Serie C1 al 6º posto in classifica.

## Divise
Il Treviso ha giocato con la classica maglia Bianco-celeste con i calzoncini bianchi e i calzettoni anch'essi bianchi.

## Rosa
| N. |                   | Ruolo | Calciatore         |
| -- | ----------------- | ----- | ------------------ |
|    | Italia (bandiera) | P     | Alberto Betta      |
|    | Italia (bandiera) | P     | Luigino Mattarollo |
|    | Italia (bandiera) | P     | Luciano Pierobon   |
|    | Italia (bandiera) | D     | Giorgio Battoia    |
|    | Italia (bandiera) | D     | Benito Michelazzi  |
|    | Italia (bandiera) | D     | Luca Moz           |
|    | Italia (bandiera) | D     | Mauro Nuti         |
|    | Italia (bandiera) | D     | Remo Zavarise      |
|    | Italia (bandiera) | C     | Silvano Colusso    |
|    | Italia (bandiera) | C     | Franco Conforto    |
|    | Italia (bandiera) | C     | Vittorio Cozzella  |

| N. |                   | Ruolo | Calciatore           |
| -- | ----------------- | ----- | -------------------- |
|    | Italia (bandiera) | C     | Danilo De Cian       |
|    | Italia (bandiera) | C     | Lucio Dragoni        |
|    | Italia (bandiera) | C     | Claudio Foscarini    |
|    | Italia (bandiera) | C     | Giuseppe Niero       |
|    | Italia (bandiera) | C     | Enzo Scarpa          |
|    | Italia (bandiera) | C     | Francesco Tambarra   |
|    | Italia (bandiera) | C     | Renzo Volentiera     |
|    | Italia (bandiera) | C     | Tiziano Zago         |
|    | Italia (bandiera) | C     | Maurizio Zanibellato |
|    | Italia (bandiera) | A     | Mauro Beccaria       |
|    | Italia (bandiera) | A     | Romiro Rombolotto    |

## Risultati

### Campionato

#### Girone di andata
| 28 settembre 1980 1ª giornata | Piacenza | 1 – 1 | Treviso |  |

| 5 ottobre 1980 2ª giornata | Treviso | 3 – 0 | Mantova |  |

| 12 ottobre 1980 3ª giornata | Reggiana | 1 – 0 | Treviso |  |

| 19 ottobre 1980 4ª giornata | Treviso | 2 – 1 | Sant'Angelo |  |

| 26 ottobre 1980 5ª giornata | Treviso | 1 – 0 | Trento |  |

| 2 novembre 1980 6ª giornata | Triestina | 2 – 0 | Treviso |  |

| 9 novembre 1980 7ª giornata | Treviso | 0 – 0 | Parma |  |

| 16 novembre 1980 8ª giornata | Novara | 0 – 1 | Treviso |  |

| 23 novembre 1980 9ª giornata | Forlì | 1 – 0 | Treviso |  |

| 30 novembre 1980 10ª giornata | Treviso | 1 – 1 | Sanremese |  |

| 7 dicembre 1980 11ª giornata | Prato | 0 – 0 | Treviso |  |

| 14 dicembre 1980 12ª giornata | Treviso | 4 – 0 | Fano |  |

| 21 dicembre 1980 13ª giornata | Casale | 2 – 2 | Treviso |  |

| 4 gennaio 1981 14ª giornata | Treviso | 4 – 4 | Spezia |  |

| 11 gennaio 1981 15ª giornata | Cremonese | 1 – 1 | Treviso |  |

| 18 gennaio 1981 16ª giornata | Treviso | 3 – 1 | Empoli |  |

| 25 gennaio 1981 17ª giornata | Modena | 0 – 0 | Treviso |  |

#### Girone di ritorno
| 1º febbraio 1981 18ª giornata | Treviso | 1 – 0 | Piacenza |  |

| 8 febbraio 1981 19ª giornata | Mantova | 4 – 2 | Treviso |  |

| 15 febbraio 1981 20ª giornata | Treviso | 2 – 0 | Reggiana |  |

| 22 febbraio 1981 21ª giornata | Sant'Angelo | 3 – 1 | Treviso |  |

| 1º marzo 1981 22ª giornata | Trento | 2 – 1 | Treviso |  |

| 8 marzo 1981 23ª giornata | Treviso | 0 – 0 | Triestina |  |

| 15 marzo 1981 24ª giornata | Parma | 0 – 0 | Treviso |  |

| 29 marzo 1981 25ª giornata | Treviso | 2 – 0 | Novara |  |

| 5 aprile 1981 26ª giornata | Treviso | 1 – 0 | Forlì |  |

| 12 aprile 1981 27ª giornata | Sanremese | 3 – 1 | Treviso |  |

| 26 aprile 1981 28ª giornata | Treviso | 4 – 2 | Prato |  |

| 3 maggio 1981 29ª giornata | Fano | 1 – 0 | Treviso |  |

| 10 maggio 1981 30ª giornata | Treviso | 0 – 0 | Casale |  |

| 17 maggio 1981 31ª giornata | Spezia | 3 – 3 | Treviso |  |

| 24 maggio 1981 32ª giornata | Treviso | 1 – 0 | Cremonese |  |

| 31 maggio 1981 33ª giornata | Empoli | 3 – 2 | Treviso |  |

| 7 giugno 1981 34ª giornata | Treviso | 2 – 1 | Modena |  |